# فرانک سینکلر
 فرانک سینکلر (به انگلیسی: Frank Sinclair) (زاده ۳ دسامبر ۱۹۷۱) بازیکن فوتبال جامائیکا است.سینکلر به مدت ۸ فصل عضو باشگاه چلسی بوده‌است، همچنین وی ۲۸ بازی و یک گل ملی در کارنامه دارد. 